# Віра Вейцман
Віра Вейцман (івр. ורה ויצמן, уроджена Хацман; 27 листопада 1881, Ростов-на-Дону, Катеринославська губернія, Російська імперія — 24 вересня 1966, Лондон, Велика Британія) — лікарка і діячка сіоністського руху, перша леді Ізраїлю (дружина першого президента Ізраїлю Хаїма Вейцмана).

## Біографія

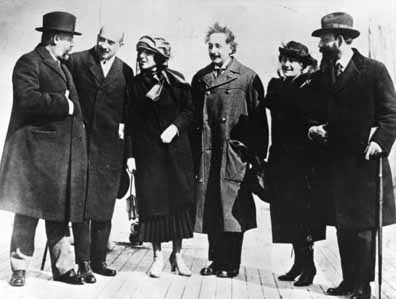
Альберт Ейнштейн та його дружина Ельза Ейнштейн (в центрі) із сіоністськими лідерами, у тому числі Хаїм Вейцман та Вірою Вейцман, Менахем Усишкін та Бен-Ціон Моссінсон, після прибуття до Нью-Йорка в 1921 році

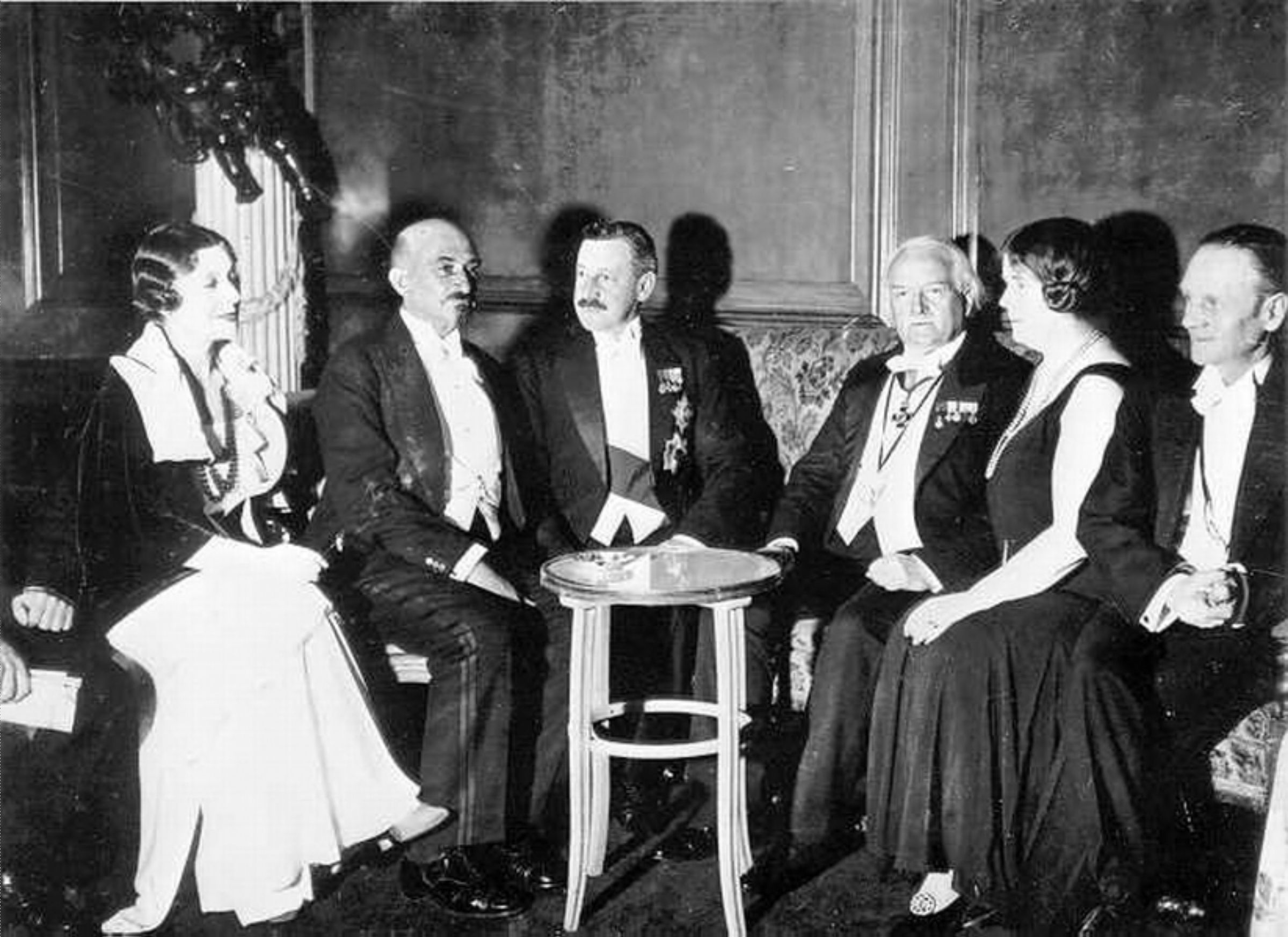
Віра та Хаїм Вейцман, Герберт Луїс Самуель, Девід Ллойд Джордж, Етель Сноуден та Філіп Сноуден

Віра народилася 1881 року в Ростові-на-Дону, в сім'ї Ісаї та Феодосії Хацман. Спочатку Віра вивчала музику, але отримала медичну освіту в Женевському університеті. У Женеві, в сіоністському клубі університету познайомилася з Хаїмом Вейцманом і вийшла за нього заміж в 1906 році. Весілля відбулося в Сопоті (на той час — територія Німецької імперії), після чого сім'я Вейцман протягом тридцяти років (до 1937 року) проживала в Манчестері (Велика Британія), де народилось двоє дітей.
У 1913 році Віра отримала британську медичну ліцензію і працювала лікарем-педіатром у громадських місцях служба охорони здоров'я в клініках для немовлят, розробка передових методик для нагляду за дітьми та їх харчування. Після переведення її чоловіка у 1916 році науковим керівником Британського адміралтейства Віра під час Першої світової війни покинула свою медичну практику.

## Волонтерська діяльність

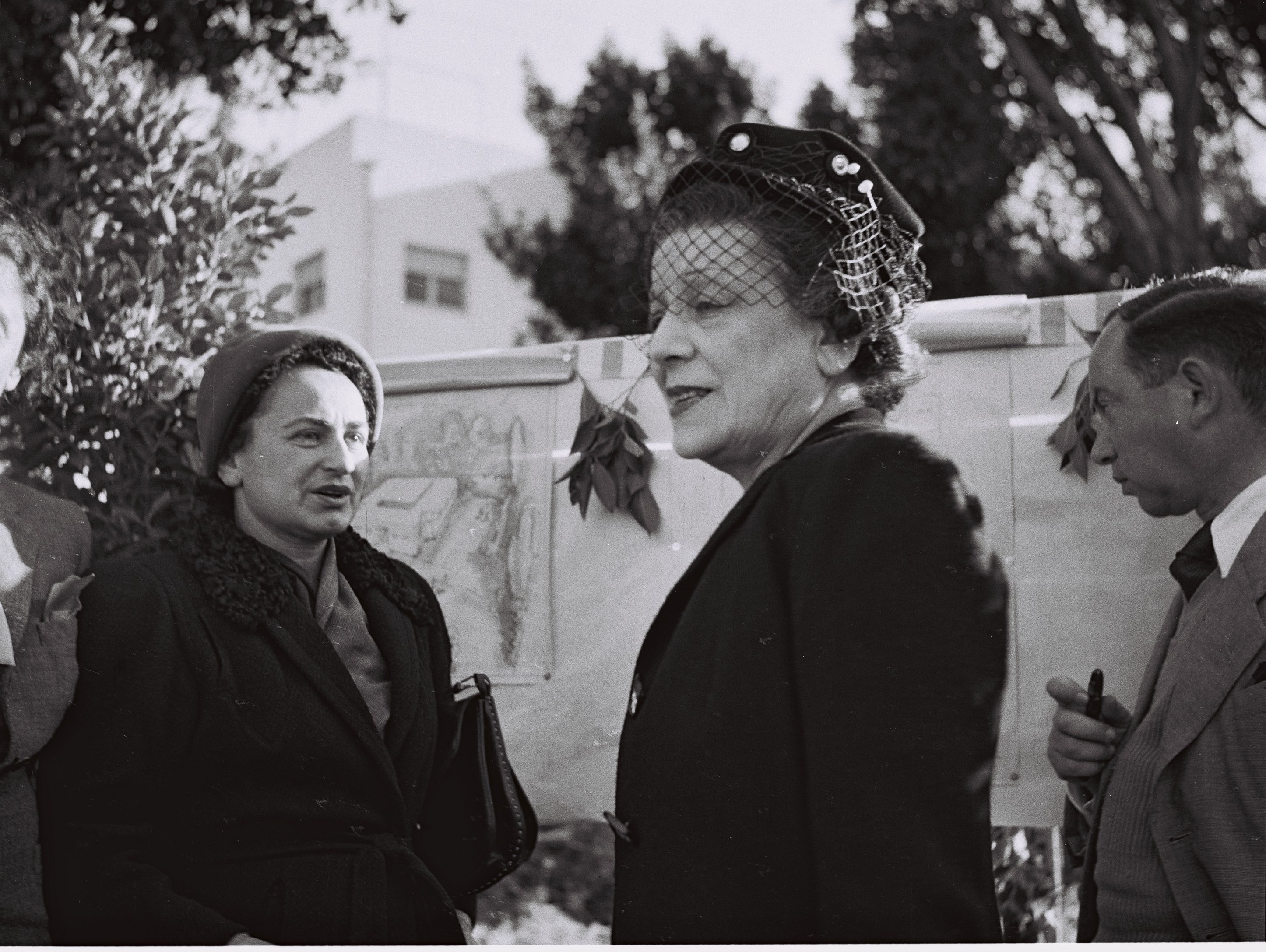
Віра Вейцман у 1946 році

У 1920 році Віра Вейцман виступила однією з засновниць Міжнародної жіночої сіоністської організації (WIZO) і протягом 40 років обіймала в ній посаду президента, почергово із леді Сіфф. Після початку другої світової війни Віра Вейцман 1939 року створила у Великій Британії відділення сіоністської організації «Молодіжна алія» і згодом очолювала її в Ізраїлі як почесний президент.
Під час арабо-ізраїльської війни за незалежність Ізраїлю Віра Вейцман 1948 року зосередилася на лікуванні та реабілітації поранених солдатів. Відразу після війни вона заснувала і очолила Асоціацію інвалідів війни за незалежність та працювала її президентом. Створила два центри з реабілітації поранених — Бейт-Кей в Нагарії і Департамент реабілітації в Медичному центрі імені Хаїма Шиба. На додаток до своєї діяльності в цих організаціях, Вайцманн надавала підтримку багатьом добровільним організаціям, таким як ILAN, Magen David Adom, в яких вона працювала президентом, та десяткам інших приватних та інституційних благодійних заходів.

## Дім Вейцмана
Як перша леді Ізраїлю брала участь у проєктуванні інтер'єру дома Вейцмана — будинку в Реховоті, де вони жили з чоловіком. годом ця будівля увійшла до комплексу споруд науково-дослідного інституту імені Вейцмана. Всі меблі та предмети мистецтва були оригінальними, переважно імпортованими з Англії та Франції. Після смерті чоловіка брала активну участь у створенні архіву Хаїма Вейцмана.

## Родина
У родині Віри та Хаїма Вейцмана народилося двоє синів: у 1907 році — Бенджамін, а через дев'ять років Майкл 1916.
Старший син Бенджамін (Бенджі) Вейцман (1907—1980) оселився в Ірландії і став фермером. Він займався розведенням корів та продажем молока. Молодший син Вейцманів, Майкл, служив льотчиком британських королівських ВПС під час Другої світової війни. Він загинув під час бойових дій, коли його літак був збитий над Біскайською затокою.

## Публікації
- The impossible takes longer: the memoirs of Vera Weizmann, wife of Israel's first President, as told to David Tutaev. London, 1967. in Google Books [Архівовано 19 грудня 2013 у Wayback Machine.]